# Suurisaari (ö i Finland, Norra Karelen, Joensuu, lat 62,60, long 29,39)
Suurisaari är en ö i Finland. Den ligger i sjön Kuorinka och i kommunen Libelits i den ekonomiska regionen  Joensuu ekonomiska region  och landskapet Norra Karelen, i den sydöstra delen av landet, 400 km nordost om huvudstaden Helsingfors. Öns största längd är 0,7 kilometer i sydväst-nordöstlig riktning.